# Sophronisca murina
Sophronisca murina là một loài bọ cánh cứng trong họ Cerambycidae.